# 金井淑子
金井 淑子（かない よしこ、1944年 - ）は、日本の女性学研究者。専門は、倫理学とフェミニズム・ジェンダー研究。立正大学文学部哲学科教授を歴任。

## 略歴
東京教育大学大学院文学研究科修士課程修了。横浜国立大学教育人間科学部教授、同大学院環境情報学府教授、2010年定年退任、立正大学教授。2015年定年退任。

## 著書

### 単著
- 『転機に立つフェミニズム』（毎日新聞社, 1985年）
- 『ポストモダン・フェミニズム―差異と女性』（勁草書房, 1989年）
- 『女性学の練習問題―Hanakoと婦人のはざまで』（明石書店, 1991年）
- 『フェミニズム問題の転換』（勁草書房, 1992年）
- 『女性学の挑戦―家父長制・ジェンダー・身体性へ』（明石書店, 1997年）
- 『異なっていられる社会を―女性学／ジェンダー研究の視座』（明石書店, 2008年）
- 『依存と自立の倫理―「女/母」(わたし)の身体性から』（ナカニシヤ出版，2011年）
- 『倫理学とフェミニズム　ジェンダー、身体、他者をめぐるジレンマ』（ナカニシヤ出版，2013年）

### 編著
- 『ワードマップ　家族』（新曜社, 1988年）
- 『女性学という異文化体験―ウーマン・カレッジin新潟三区』（明石書店, 1992年）
- 『ファミリー・トラブル―近代家族/ジェンダーのゆくえ』（明石書店, 2006年）
- 『身体とアイデンティティ・トラブル―ジェンダー/セックスの二元論を超えて』（明石書店, 2008年）
- 『“ケアの思想”の錨を―3.11、ポスト・フクシマ“核災社会”へ』（ナカニシヤ出版，2014年）

### 共編著
- （加納実紀代）『女たちの視線――生きる場のフェミニズム』（社会評論社, 1990年）
- （池田祥子・加納実紀代他）『「女の時代」を旅する：フェミニズム1990』（ユック社, 1990年）
- （江原由美子）『フェミニズム』（新曜社, 1997年）
- （江原由美子）『フェミニズムの名著 50』（平凡社, 2002年）
- （細谷実）『身体のエシックス/ポリティクス―倫理学とフェミニズムの交叉』（ナカニシヤ出版, 2002年）
- （越智貢・川本隆史・高橋久一郎・中岡成文・丸山徳次・水谷雅彦） 『岩波 応用倫理学講義 5 性/愛』（岩波書店, 2004年）
- （竹内聖一） 『ケアの始まる場所 ―哲学・倫理学・社会学・教育学からの11章―』（ナカニシヤ出版，2014年）

### 共訳書
- (石川玲子）ダイアナ・ギティンス『家族をめぐる疑問―固定観念への挑戦』（新曜社, 1990年）
- (斉藤正美・永井光代・加野彩子・佐藤和代）スーザン・J・ヘックマン 『ジェンダーと知―ポストモダン・フェミニズムの要素』（大村書店,1995年）